# Thomas Kjer Olsen
Thomas Kjer Olsen (født 24. april 1997 i Sønderborg) er en professionel dansk motocrosskører. Der, siden hans VM debut i 2017 har kørt for fabriksteamet Rockstar Energy Factory Husqvarna Racing i VM MX2-klassen. I de 3 sæsoner han har kørt VM er det blevet til to bronzemedaljer i hhv. 2017 og 2018. I 2019 lykkedes det ham at sikre sølvmedaljen med 2 afdelinger tilbage.
Til sæson 2021 lykkes det at skrive en 2-årig kontrakt med Ice One Husqvarna Factory Racing, som derved sikrede oprykning til kongeklassen MXGP. Samme år gjorde Thomas sig særligt bemærket, da han som første dansker nogensinde vinder et heat til Motocross of Nations i Italien.

## Resultater
| År    | Motorcykel | Danmarksmesterskab | Danmarksmesterskab | Danmarksmesterskab | Danmarksmesterskab |
| År    | Motorcykel | MX2                | Løbssejre          | Heat-sejre         | Note               |
| ----- | ---------- | ------------------ | ------------------ | ------------------ | ------------------ |
| 2011  | Yamaha     | 6                  |                    |                    | Kørte 4/5 løb      |
| 2012  | Honda      | 5                  |                    |                    | Kørte 3/5 løb      |
| 2013  | Honda      |                    |                    |                    |                    |
| 2014  | Yamaha     | 19                 |                    |                    | Kørte 3 heats      |
| Total | Total      | Total              | 0                  | 0                  |                    |

| År    | Motorcykel | Europamesterskab | Europamesterskab | Europamesterskab | Europamesterskab |
| År    | Motorcykel | MX2              | Løbssejre        | Heat-sejre       | Note             |
| ----- | ---------- | ---------------- | ---------------- | ---------------- | ---------------- |
| 2012  | Honda      | 22               |                  |                  | Kørte 3/7 løb    |
| 2013  | Honda      | 8                |                  |                  |                  |
| 2014  | Honda      | 6                |                  |                  |                  |
| 2015  | KTM        | 6                |                  |                  | Kørte 7/9 løb    |
| 2016  | Husqvarna  | 1                |                  |                  |                  |
| Total | Total      | Total            | 0                | 0                |                  |

| År    | Motorcykel | Verdensmesterskab | Verdensmesterskab | Verdensmesterskab | Verdensmesterskab | Verdensmesterskab |
| År    | Motorcykel | MXGP              | MX2               | Løbssejre         | Heat-sejre        |                   |
| ----- | ---------- | ----------------- | ----------------- | ----------------- | ----------------- | ----------------- |
| 2016  | Husqvarna  |                   | 29                | 0                 | 0                 |                   |
| 2017  | Husqvarna  |                   | 3                 | 1                 | 2                 |                   |
| 2018  | Husqvarna  |                   | 3                 | 1                 | 1                 |                   |
| 2019  | Husqvarna  |                   | 2                 | 1                 | 3                 |                   |
| 2020  | Husqvarna  |                   | 6                 | 2                 | 2                 |                   |
| 2021  | Husqvarna  | 9                 |                   | 0                 | 0                 |                   |
| Total | Total      | Total             | Total             | 5                 | 8                 |                   |